# Феделеш Кирило Іванович
Кири́ло Ів́анович Феделе́ш (20 серпня 1881, Тополя, Снинський округ, Словаччина — 27 березня 1950, поблизу Дніпродзержинська) — український педагог та просвітницький діяч, закарпатський греко-католицький священник, депутат Сойму Карпатської України. Безпартійний. Мав вищу освіту.

## Життєпис

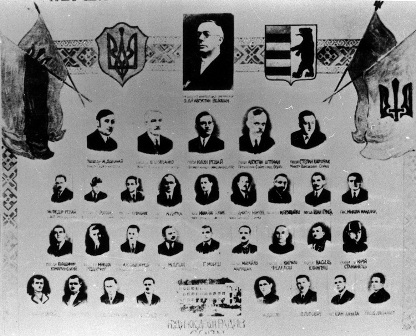
Посли Сойму Карпатської України.
По центру: Президент Карпатської України о. Августин Волошин; Перший ряд зліва направо: Микола Долинай, Юлій Бращайко, Юліян Ревай, Августин Штефан, Степан Клочурак; Другий ряд: Федір Ревай, Степан Росоха, Леонід Романюк, Августин Дутка, Михайло Тулик, Дмитро Німчук, Михайло Бращайко, Іван Грига, Микола Мандзюк; Третій ряд: Володимир Комаринський, Микола Різдорфер, Антон Ернест Олдофреді, Мілош Дрбал, Григорій Мойш, Михайло Марущак, Кирило Феделеш, Василь Климпуш, о. Юрій Станинець; Четвертий ряд: Василь Щобей, Іван Ігнатко, Юрій Пазуханич, Іван Перевузник, Адальберт Довбак, Петро Попович, Іван Качала, Василь Лацанич

Кирило Феделеш народився 20 серпня 1881 року в с. Тополі, у родині греко-католицького священника. Вчився у церковно-парафіяльній школі рідного села, потім в Ужгородській гімназії. У 1908 році закінчив Ужгородську духовну семінарію. У березні 1909 року висвячений на священника. 
Кілька місяців у 1909 році працював у с.Тур'я Пасіка, тепер Перечинський район, з серпня того ж року в с.Розтока, тепер Воловецький район. З 1918 до 1923 року служив у с.Руське Поле, тепер Тячівський район.
Згодом працював вчителем, викладав релігію у середніх школах. Спочатку працював професором релігії Ужгородської, згодом у 1932 — 1938 роках — Берегівської гімназії, яка після Віденського арбітражу та передачі Берегова Угорщині була переведена на Іршавщину в с.Білки. 
Засновник і голова антиалькогольного товариства «Тверезість». 1939 року був послом до карпатоукраїнського сойму. Член культурно-освітньої комісії.
1946 року був відданий під суд за те, що у своїй протиалкогольній брошурі написав: «Горілка нищить душу й тіло не менше від комунізму». Було зроблено все можливе, щоб примусити отця Кирила Феделеша перейти на російське православ'я. Військовим трибуналом прикордонних військ МВС Закарпатського округу засуджений 2 липня 1946 до 8 років позбавлення волі з позбавленням громадських прав на 5 років.
Вивезено до концтабору в селищі Підкамінь Бродівського району Львівської області, звідти до каторжного лісопильного табору біля Дніпродзержинська, де його поставили нічним сторожем лісопильні. Там він 27 березня 1950 року під час нічної варти помер від знесилення та переохолодження.
1992 року Закарпатський обласний суд, перевіривши справу о. Феделеша, визнав останнього невинним і реабілітував його.